# Asia-Markt

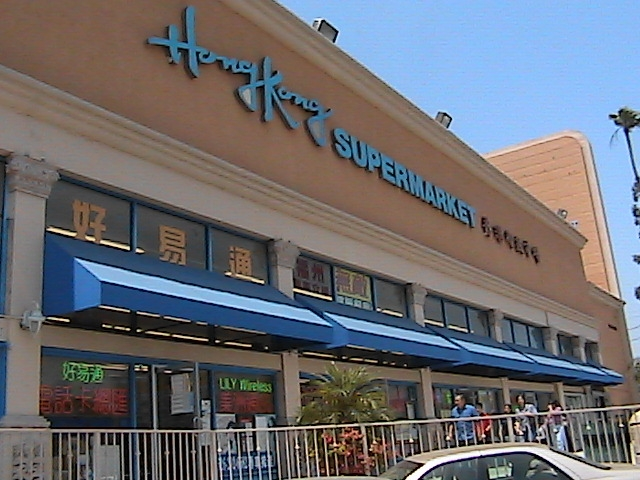
Filiale des Hong Kong Supermarket in Monterey Park, Kalifornien, USA

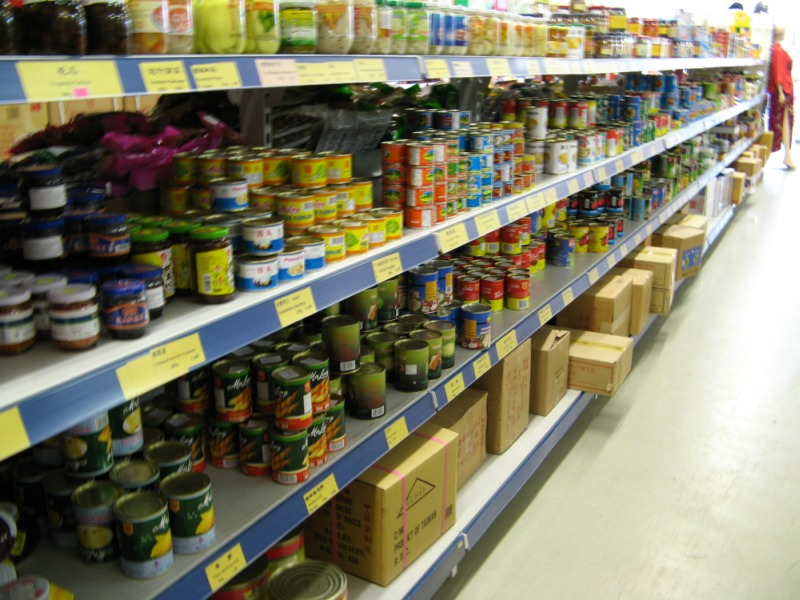
Asia-Markt in Deutschland

Als Asia-Markt, auch Asia-Laden oder Asia-Shop, wird ein Lebensmittelladen außerhalb Asiens bezeichnet, der überwiegend Import-Waren aus vorwiegend süd- und ostasiatischen Ländern zum Verkauf anbietet.
Unter anderem gibt es sie in Europa, Australien und Nordamerika. Vor allem in den Vereinigten Staaten und Kanada haben sich in den asiatischen Einwandererzentren (Chinatown, Koreatown, Japantown etc.) viele kleinere Läden, aber auch Supermarktketten etabliert.

## Sortiment
Die angebotenen Waren sind in der Regel die für die asiatische Küche geeigneten Lebensmittel, die in den meisten nicht-asiatischen Supermärkten fehlen. Darunter sind oft indische Lebensmittel und ein großes Sortiment an traditionellen asiatischen Lebensmitteln – Reis, Nudeln, Instant-Nudelsuppen, Tees, Öle, Saucen und Gewürze, Algen, Bambus-Schösslinge, Sojasprossen, Sojaprodukte (Tofu, Miso, Sojafleisch), Bohnen (Sojabohnen, Mungbohnen), Pilze (Shiitake, Mu-Err, Enoki), asiatische Snacks und Süßwaren, eingelegte Gemüse (Kimchi), frisches Obst und Gemüse, Getränke (Sake, asiatische Biere und Spirituosen), Zutaten für Sushi (Nori-Blätter, Sushi-Reis, Wasabi, Reisessig). Außerdem gibt es in den meisten Asia-Märkten asiatisches Koch- und Essgeschirr, wie Reiskocher, Woks, Dampfeinsätze, Reisschalen, Teeschalen und -kannen, Messer, Essstäbchen, aber auch asiatische Zeitungen und Zeitschriften, Drogerieartikel, Räucherstäbchen sowie Geschenkartikel. Artikel aus Vorderasien fehlen weitgehend.